# エレクトリシャン・アンド・メカニック

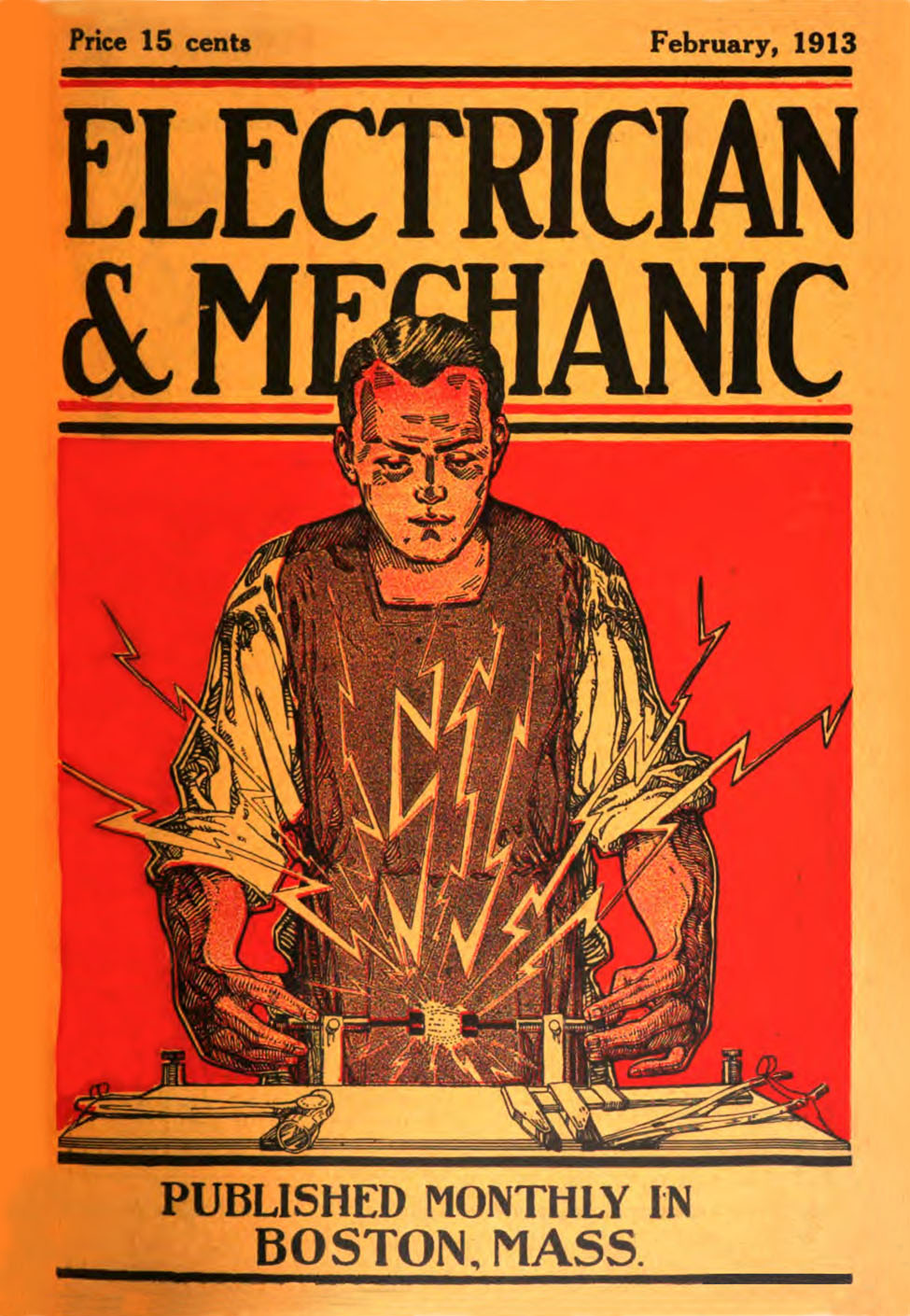
『エレクトリシャン・アンド・メカニック』1913年2月号

『エレクトリシャン・アンド・メカニック』（Electrician and Mechanic）は、アメリカ合衆国で1890年から発行されている科学技術雑誌である。1915年以降の『ポピュラーサイエンス』誌の実質的な前身である。
1914年1月に『モダン・エレクトリックス』(Modern Electrics)と合併して『モダン・エレクトリックス & メカニクス』(Modern Electrics & Mechanics)となった。1914年7月、『ポピュラー・エレクトリシティ』(Popular Electricity)、『ワールズ・アドバンス』(the World's Advance)と合併して、タイトルが『ポピュラー・エレクトリシティ・アンド・モダン・メカニクス』(Popular Electricity and Modern Mechanics)となった。新しい出版社であるモダン出版は、雑誌の合併やタイトルの変更を繰り返したことで、図書館の司書から苦情を受けた。1915年10月、タイトルは『月刊ポピュラーサイエンス』(Popular Science)となり、現在もこの名前で発行されている。

## 起源
1890年に創刊した『ブービエのポピュラー・エレクトリシャン』(Bubier's Popular Electrician)を、1906年5月に新たに設立されたサンプソン出版社( Sampson Publishing Company)が買収した。7月号からは『エレクトリシャン・アンド・メカニック』に改名された。編集者は、フランク・フラプリ(Frank Fraprie)、アーサー・ユージン・ワトソン(Arthur Eugene Watson)、メアリー・オーティス・サンプソン(Mary Otis Sampson)だった。サンプソンは会社の会計係兼取締役でもあった。フラプリとサンプソンは1911年に結婚している。
『エレクトリシャン・アンド・メカニック』は、1912年までに、『アマチュア・ワーク』(Amateur Work)、『ビルディング・クラフト』(Building Craft)、『コリンズ・ワイヤレス・ブリティン』(Collins Wireless Bulletin)の3つの雑誌を吸収していた。この雑誌は、通常は100ページ程度で、電気、無線、機械加工、機械製図、木工、化学など多岐にわたる記事が掲載されていた。例えば、無線技術者向けの記事には、無線電信機用のコイルの設計と巻き方を詳しく説明した「インダクタンスの計算」などがあった。機械工向けには、「旋盤での正確なねじ山の生産」といった記事があった。また、ホビイストの読者向けの記事もあった。木工職人向けには、アームチェアや簡単な郵便受けなどの設計図が掲載されていた。

## 相次ぐ合併と改題

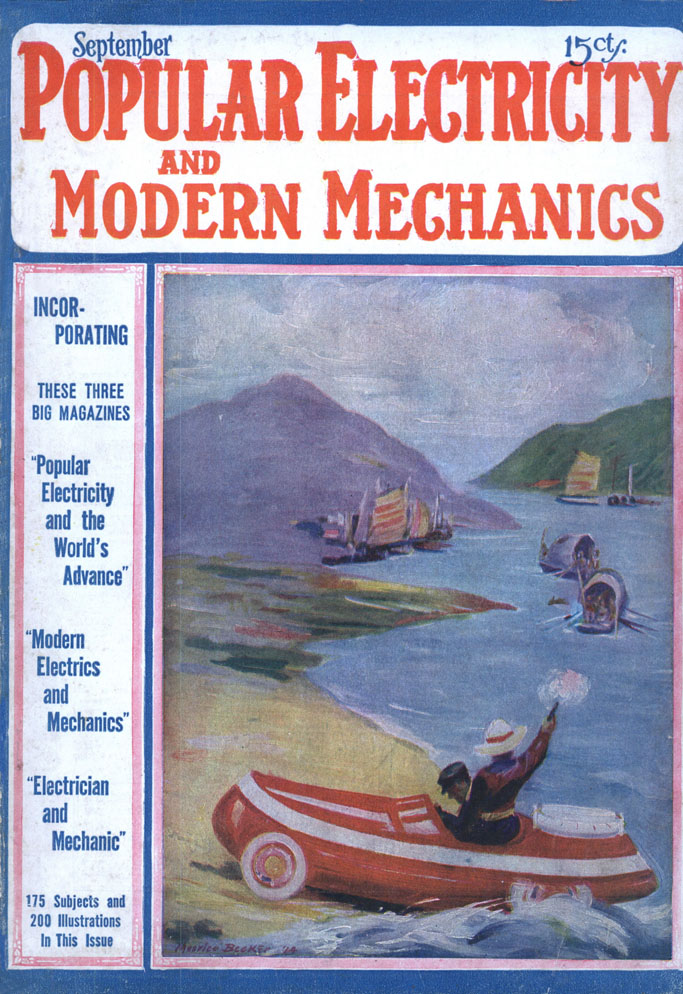
この雑誌は、2年間で7回タイトルを変更した。

ヒューゴー・ガーンズバックのエレクトロ・インポーティング社のカタログには、販売している電気部品の使い方が詳しく書かれていた。このカタログから、1908年4月に雑誌『モダン・エレクトリックス』が生まれ、1911年までに10万人以上の読者を獲得した。1913年3月、ガーンズバックは、同誌とそれを発行するモダン出版社をビジネス・パートナーのオーランド・ライデナー(Orland Ridenour)に売却した。ガーンズバックは1913年5月に新しい雑誌『エレクトリカル・エクスペリメンター』(Electrical Experimenter)を創刊した。
モダン出版は『エレクトリシャン・アンド・メカニック』を買収し、『モダン・エレクトリックス』と合併し、1914年1月から『モダン・エレクトリックス & メカニクス』となった。
シカゴのポピュラー・エレクトリシティ出版は1913年9月に『ポピュラー・エレクトリシティ』（1908年5月創刊）と『ワールズ・アドバンス』を合併した。モダン出版は『ポピュラー・エレクトリシティ・アンド・ワールズ・アドバンス』を買収し、1914年7月に『モダン・エレクトリックス & メカニクス』と合併させて『ポピュラー・エレクトリシティ・アンド・モダン・メカニクス』(Popular Electricity and Modern Mechanics)としたが、すぐに『モダン・メカニクス』に改題し、1915年4月には『ワールズ・アドバンス』となった。
相次ぐタイトルの変更は、当時の図書館界の雑誌でも話題になっていた。典型的なサイズの雑誌では半年ごとに巻を分けており、図書館では、雑誌を巻ごとに合本して1冊の書籍に製本する。そのため、改題や合併は巻の境界で実施するのが通例となっていた。しかし、モダン出版は、それを無視して巻の途中で合併や改題を行っていた。次のような社説がBulletin of Bibliography1915年4月に掲載されている。
『ワールズ・アドバンス』は雑誌界の新タイトルで、1915年4月が創刊号となっている。ああ、いや、新しい雑誌ではなく、第30巻第4号である。以前は『モダン・メカニクス』であり、その後身である――しかし、併合、結婚、連続殺人、あるいはこの波乱万丈の人生を何と呼べばいいのか、ともかく、その物語を語らせてほしい。『ワールズ・アドバンス』（旧『モダン・メカニクス』）は、『ポピュラー・エレクトリシティ』と『ワールズ・アドバンス』『モダン・エレクトリックス・アンド・メカニクス』『エレクトリシャン・アンド・メカニック』を合わせたもので、いくつかの雑誌が統合されて生まれたものである。最初は1890年にマサチューセッツ州リンで創刊された『ポピュラー・エレクトリシャン』で、後にボストンの『エレクトリシャン・アンド・メカニック』に引き継がれた。これは『アマチュア・ワーク』と『ビルディング・クラフト』を併合し、1914年1月にニューヨークの『モダン・エレクトリックス』に合併され、『モダン・エレクトリックス・アンド・メカニクス』と呼ばれるようになった。その後シカゴの『ポピュラー・エレクトリシティ』と『ワールズ・アドバンス』が統合されて『ポピュラー・エレクトリシティ・アンド・モダン・メカニクス』という名前になった。この名前は長すぎて『モダン・メカニクス』に変更されたが、似たような定期刊行物（『ポピュラー・メカニクス』と呼ばれる）と混同しやすいことがわかったため、『ワールズ・アドバンス』という名前が採用された。なんと長い血統書だ! しかし、今では機械好きの人たちのための雑誌になっており、豊富なイラストが掲載されている。
『ワールズ・アドバンス』は1915年までに13万5,000人の読者を獲得し、そのほとんどが男性だった。広告主向けの業界誌には、「読者の72％が21歳以上であり、女性や子供の間でほとんど読まれることはなく、もっぱら男性向けの出版物である」と書かれていた。

## ポピュラーサイエンス

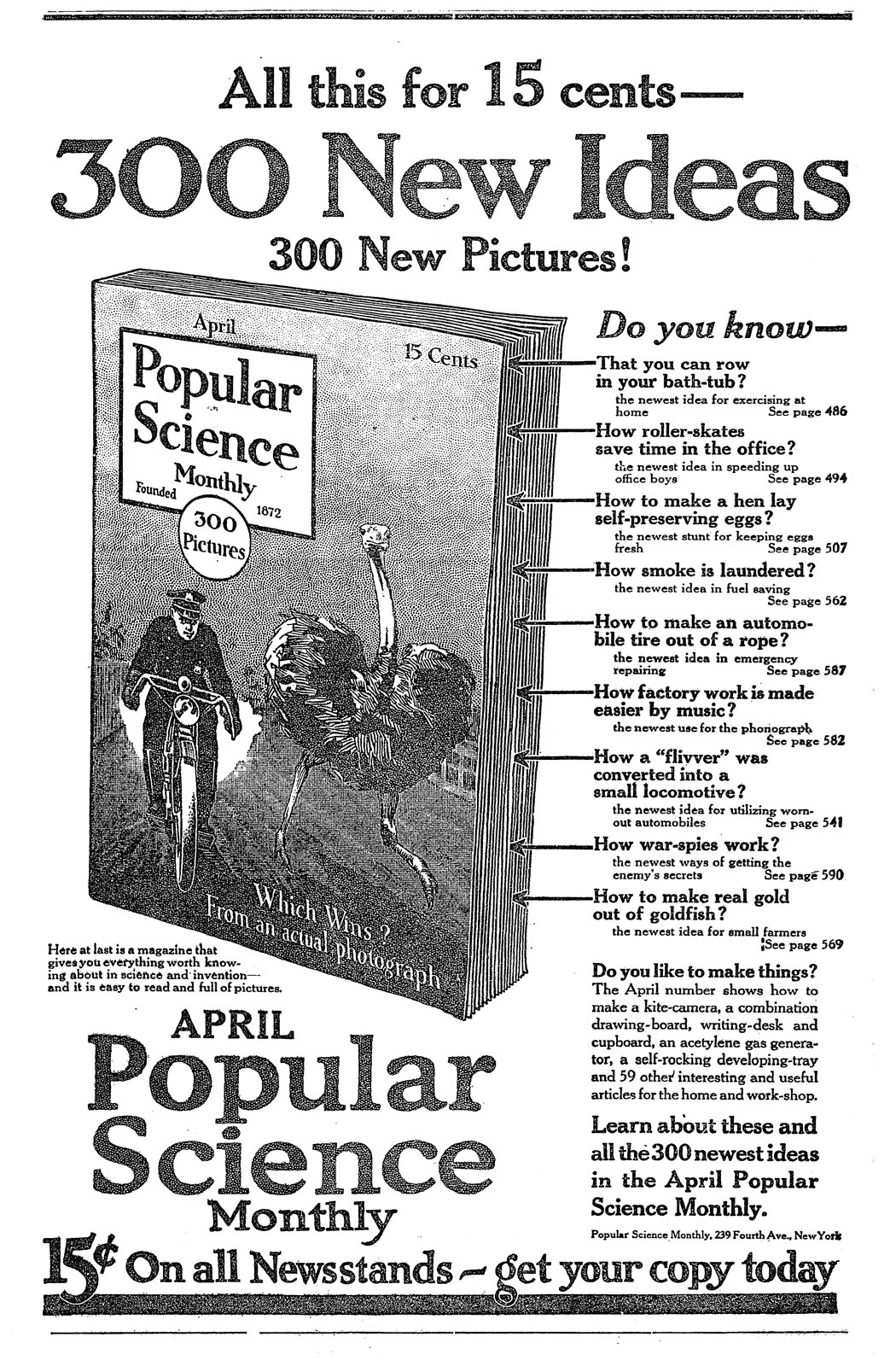
1916年の広告

『月刊ポピュラーサイエンス』(Popular Science Monthly)は、1872年5月にエドワード・L・ユーマンスによって創刊された。『サイエンティフィック・アメリカン』や『サイエンス』に相当する科学技術雑誌であった。ジェームズ・キャッテルが1900年に編集者となり、1901年には発行者となった。キャッテルは学者としての経歴を持ち、教育を受けた読者向けの記事の出版を続けた。
1915年までに読者数は減少し、科学雑誌の発行は財政的な課題となっていた。1915年9月号の社説で、キャッテルはこれらの困難を読者に説明し、「ポピュラーサイエンス」という名前を、大衆向けの科学雑誌にふさわしい名前を望んでいたグループに「譲渡」したことを発表した。翌月、購読者には、学術的な伝統を引き継ぐ『サイエンティフィック・マンスリー』(The Scientific Monthly)というタイトルの新しい雑誌が送られることになった。『サイエンティフィック・マンスリー』は1958年に『サイエンス』に吸収された。
「ポピュラーサイエンス」の名称を取得したのは、モダン出版のヘンリー・フィッシャー、ロバート・ウィルソン、オリバー・ケイペンだった。買収後の最初の号である1915年10月号のタイトルは、『ポピュラー・サイエンス・マンスリー・アンド・ワールズ・アドバンス』(Popular Science Monthly and World's Advance)だった。巻号は第87巻第4号と『ポピュラーサイエンス』のものを引き継いでいたが、内容は『ワールズ・アドバンス』のものだった。新しい編集長は、『サイエンティフィック・アメリカン』の元編集長のヴァルデマー・ケンプフェルトだった。
月刊『ポピュラーサイエンス』の変化は劇的だった。かつては8～10本の記事を掲載する約100ページの学術誌であり、写真やイラストは10～20枚程度だった。新しいバージョンでは、何百もの短い読みやすい記事と何百もの図版が掲載される通俗科学誌となった。編集長のケンプフェルトは、雑誌の対象とする読者を「科学の世界について何かを知りたいと思っている職人やホビイスト」に定めた。発行部数は初年度で倍増した。
月刊『ポピュラーサイエンス』は、1915年下期の前半と後半とで明らかに違う雑誌であり、それを1冊の本に製本する図書館員の悩みの種となった。
図書館界の業界誌であるBulletin of Bibliographyは、この雑誌の新旧の出版社から受け取った相反する勧告を掲載した。Bulletin of Bibliographyの編集者は、「療養のためにバトルクリークに行っている司書や製本業者の一覧」を公開すると述べた。

## タイトルの変遷
| 年月                    | タイトル                                    | 巻号                      |
| ----------------------- | ------------------------------------------- | ------------------------- |
| 1890年 - 1906年6月      | Bubier's Popular Electrician                | 第1巻第1号 - 第16巻第6号  |
| 1906年7月 - 1913年12月  | Electrician and Mechanic                    | 第17巻第1号 - 第27巻第6号 |
| 1914年1月 - 1914年6月   | Modern Electrics and Mechanics              | 第28巻第1号 - 第28巻第6号 |
| 1914年7月 - 1914年12月  | Popular Electricity and Modern Mechanics    | 第29巻第1号 - 第29巻第6号 |
| 1915年1月 - 1915年3月   | Modern Mechanics                            | 第30巻第1号 - 第30巻第3号 |
| 1915年4月 - 1915年9月   | World's Advance                             | 第30巻第4号 - 第31巻第3号 |
| 1915年10月 - 1915年12月 | Popular Science Monthly and World's Advance | 第87巻第4号 - 第87巻第6号 |
| 1916年1月 - 現在        | Popular Science Monthly                     | 第88巻第1号 -             |

巻号の出典:

## 表紙と中身

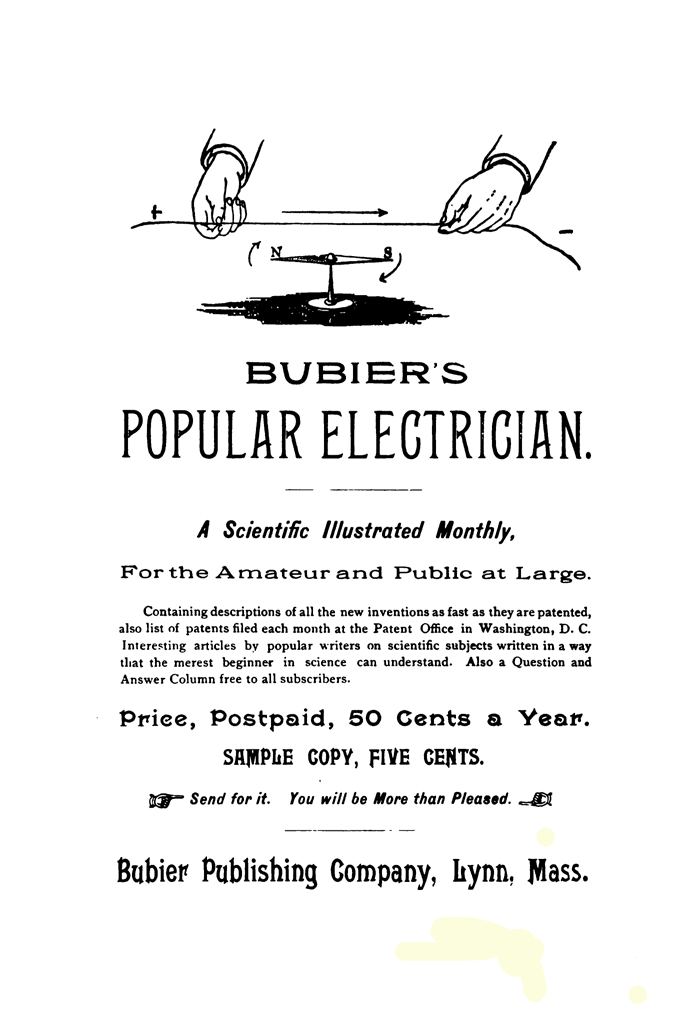
『ブービエのポピュラー・エレクトリシャン』の1893年の広告
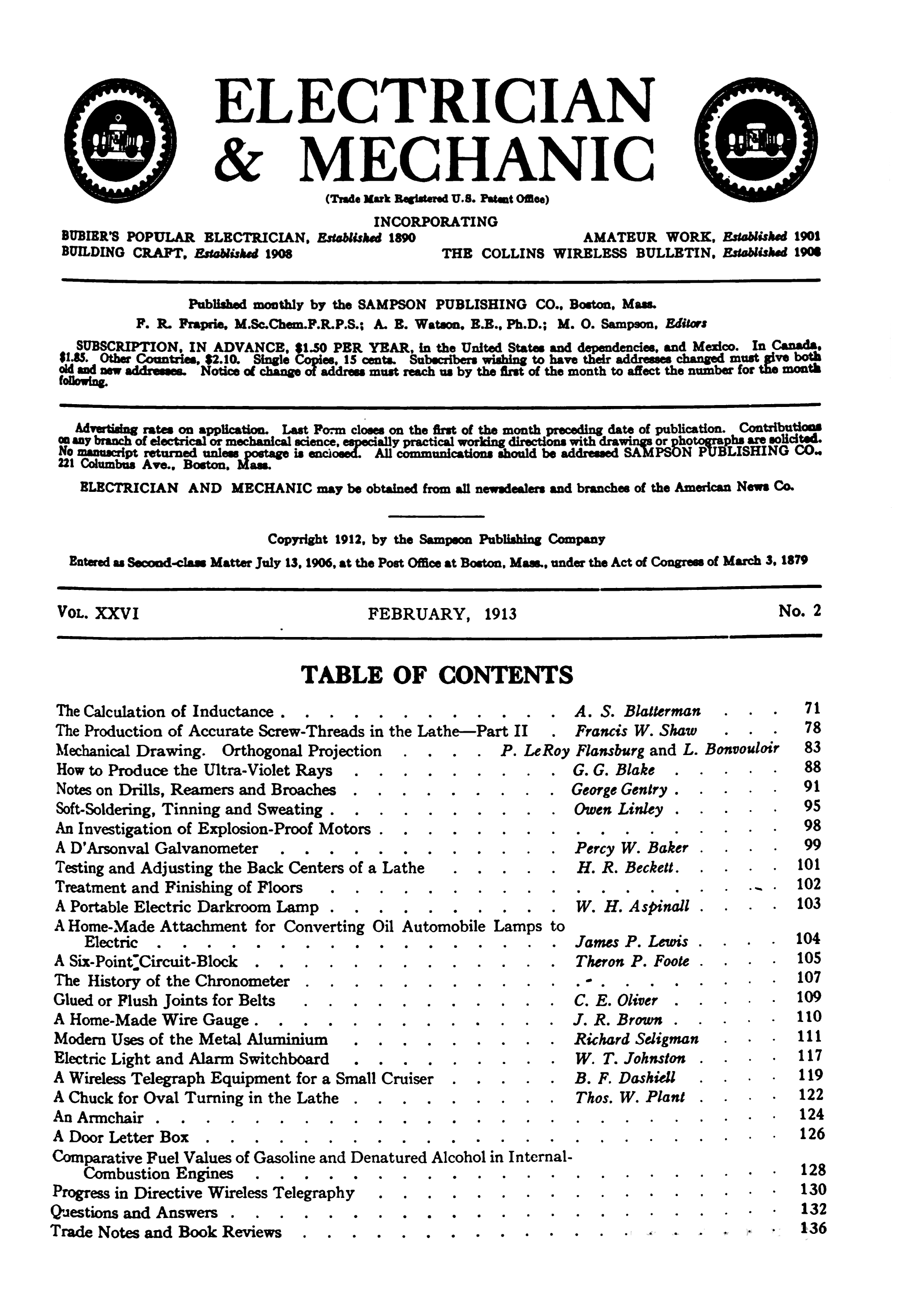
『エレクトリシャン・アンド・メカニック』1913年2月号の目次
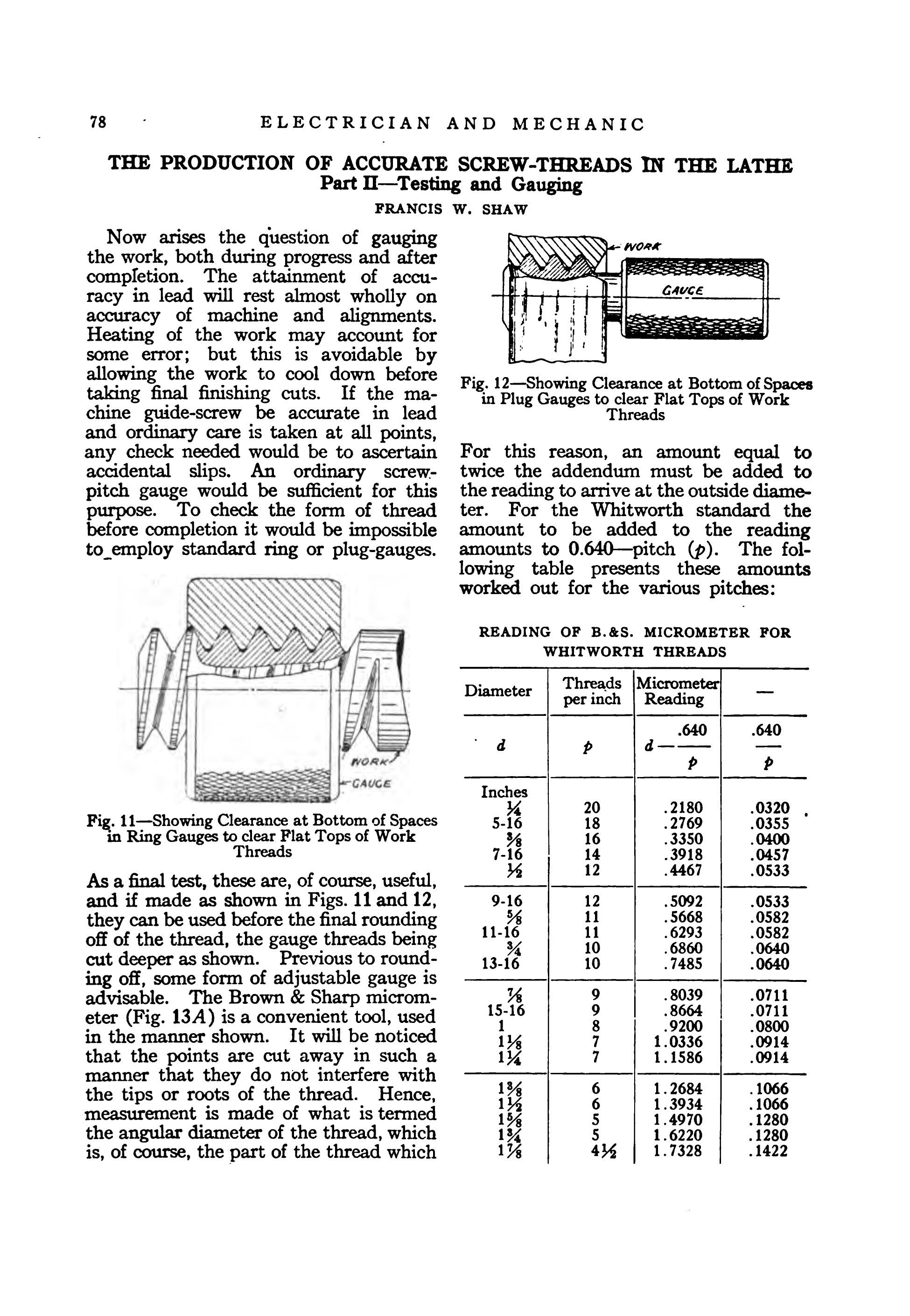
『エレクトリシャン・アンド・メカニック』1913年2月号より
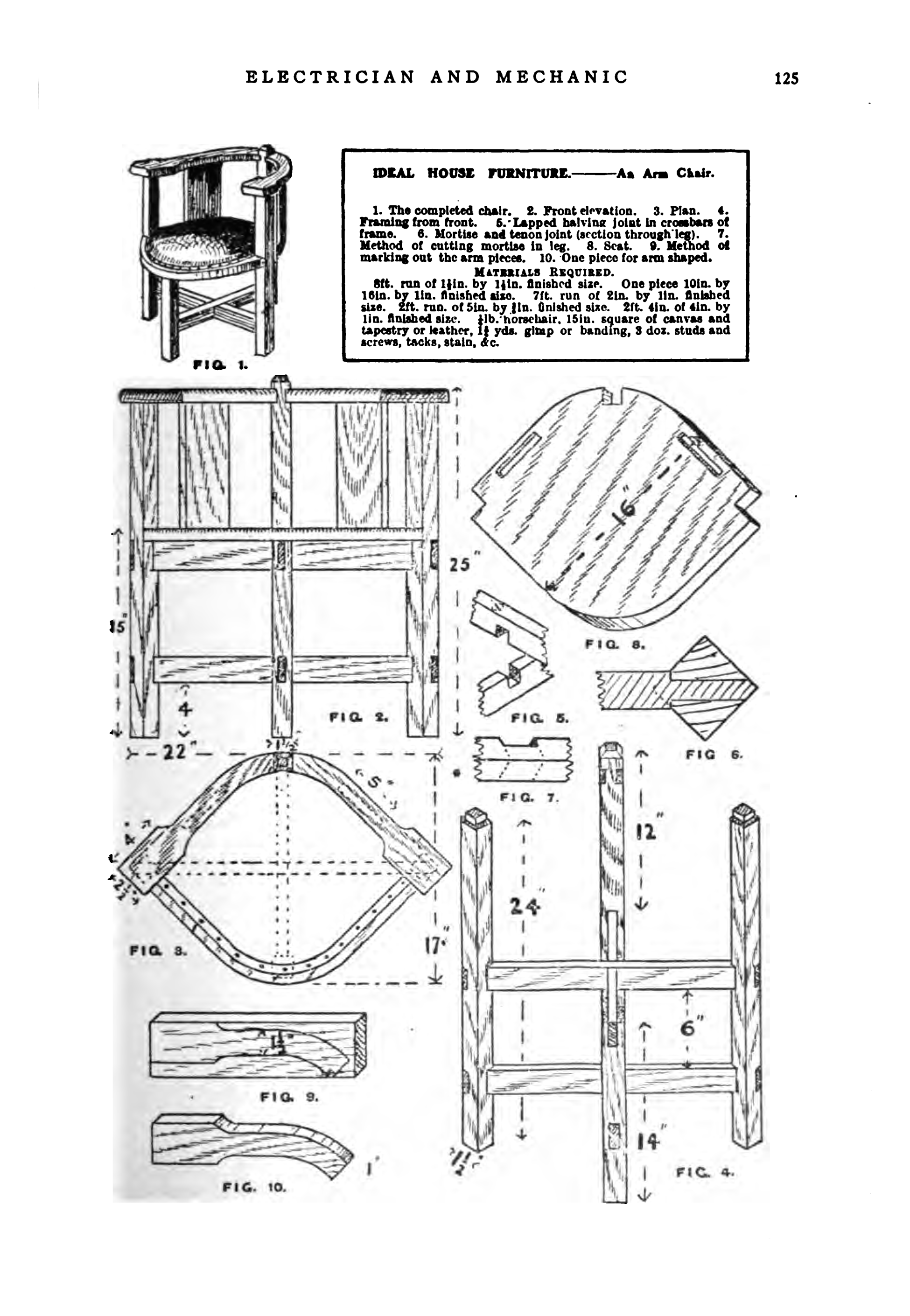
『エレクトリシャン・アンド・メカニック』1913年2月号に掲載されたアームチェアの設計図
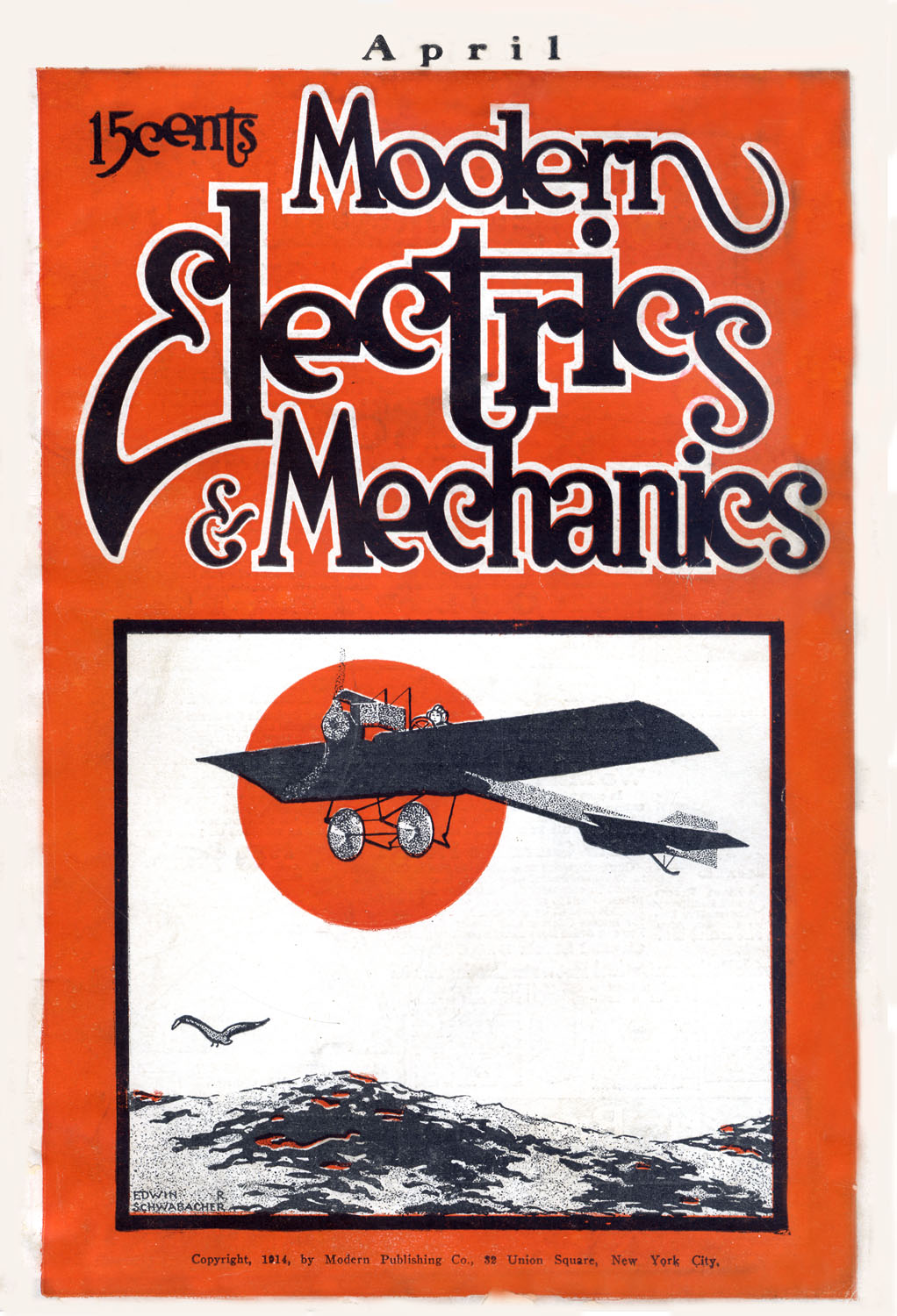
『モダン・エレクトリックス・アンド・メカニクス』1914年4月号
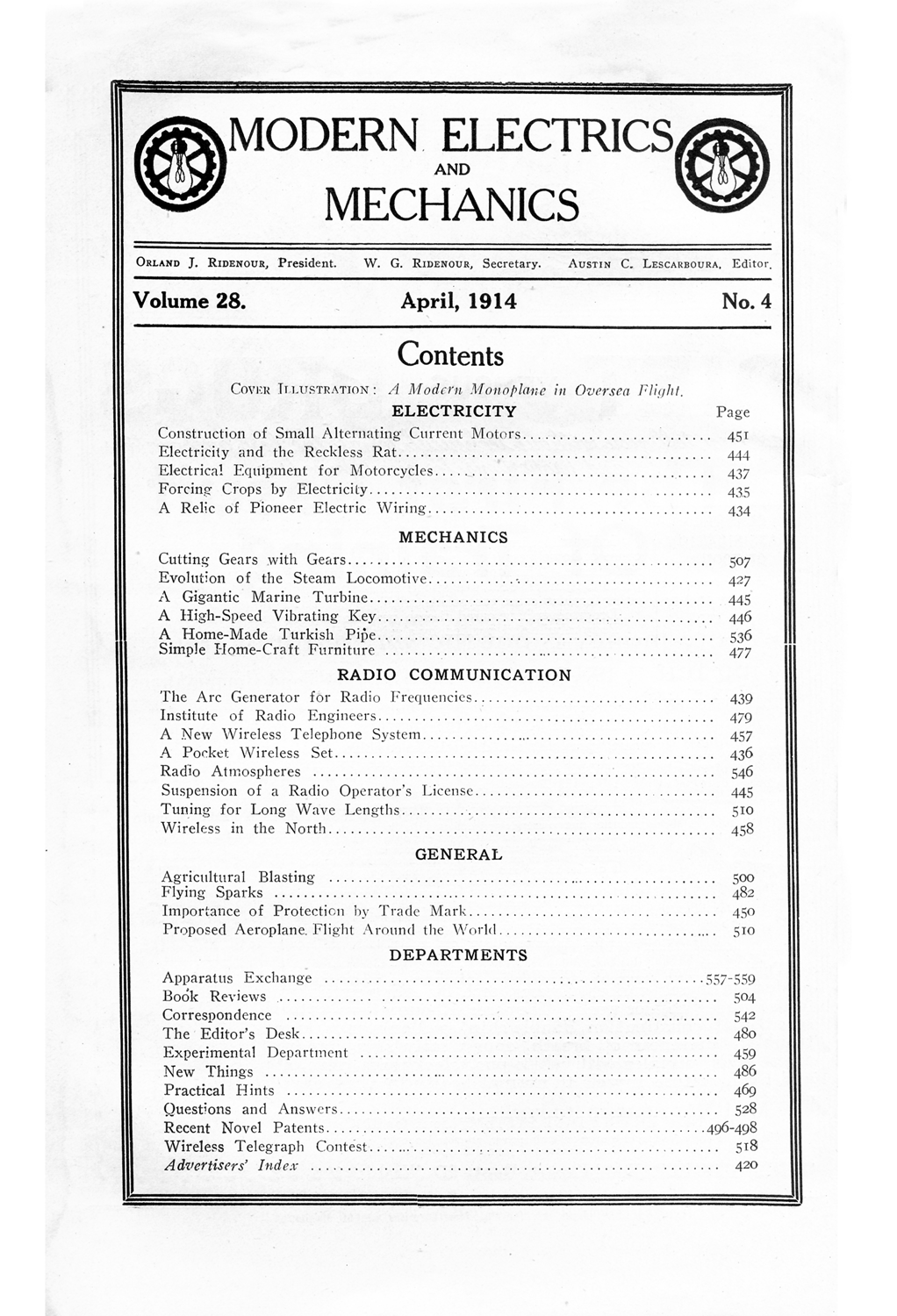
『モダン・エレクトリックス・アンド・メカニクス』1914年4月号の目次
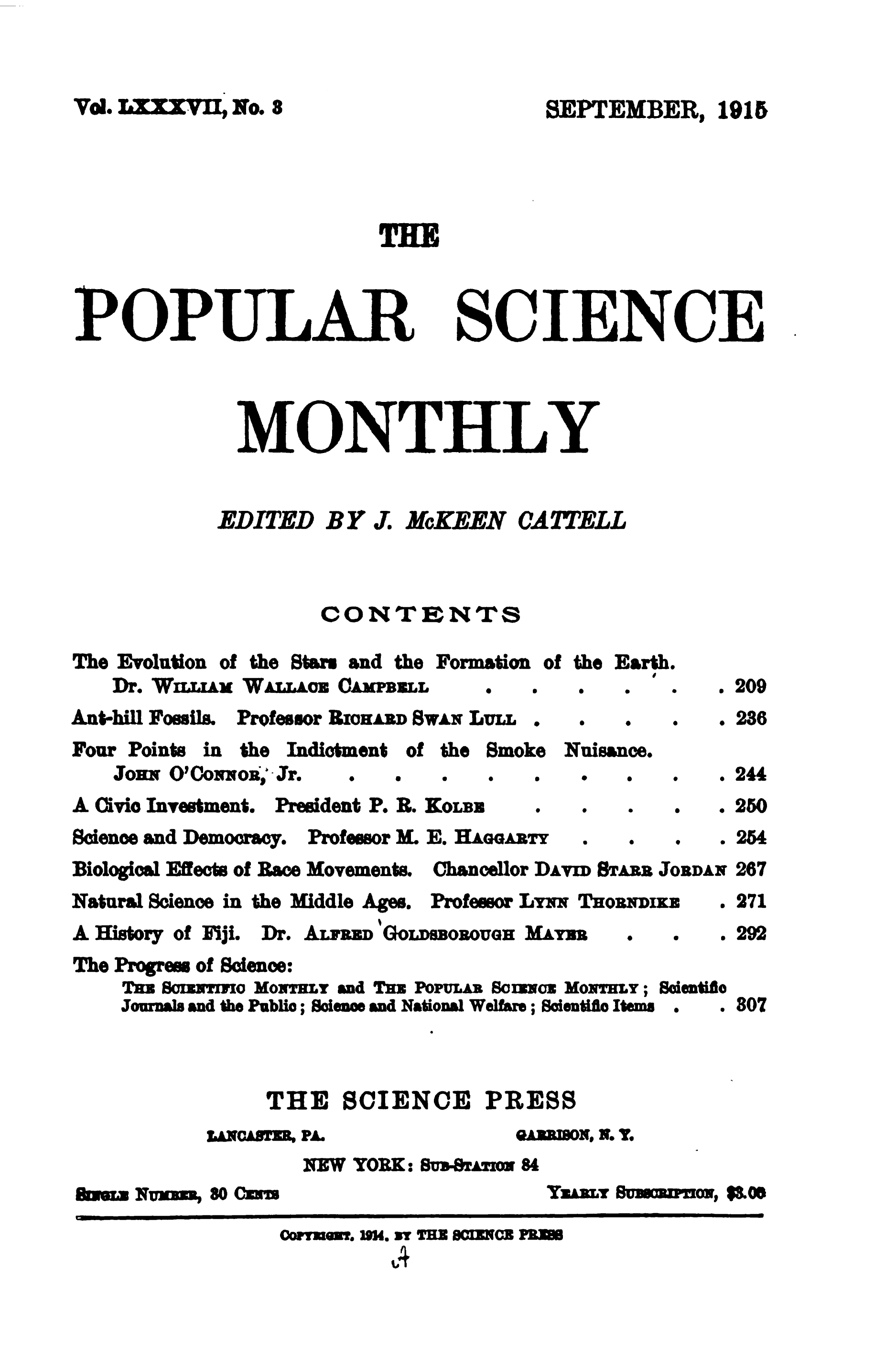
『月刊ポピュラーサイエンス』1915年9月号（モダン出版による買収前の最後の号）
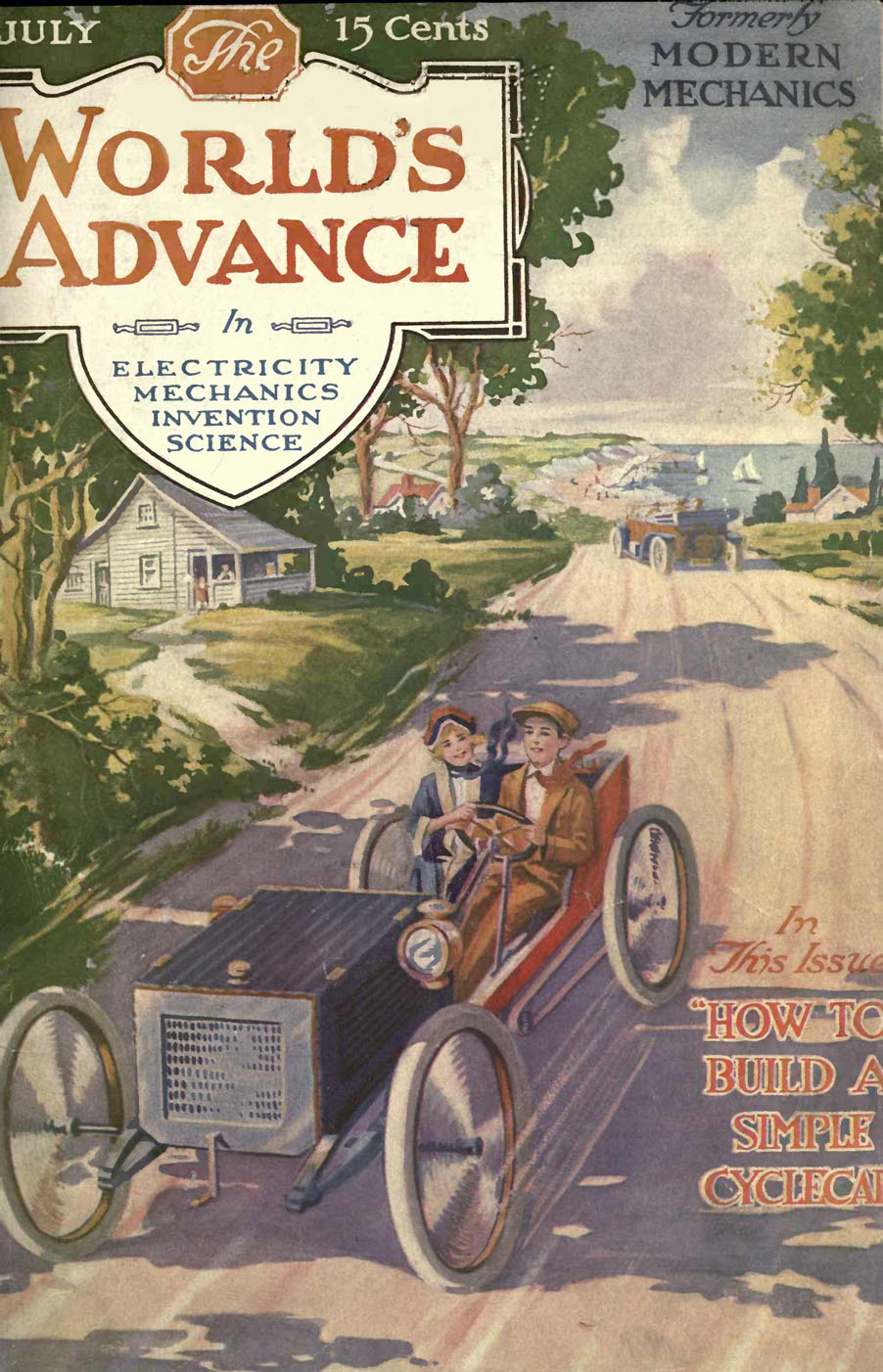
『ワールズ・アドバンス』1915年7月号
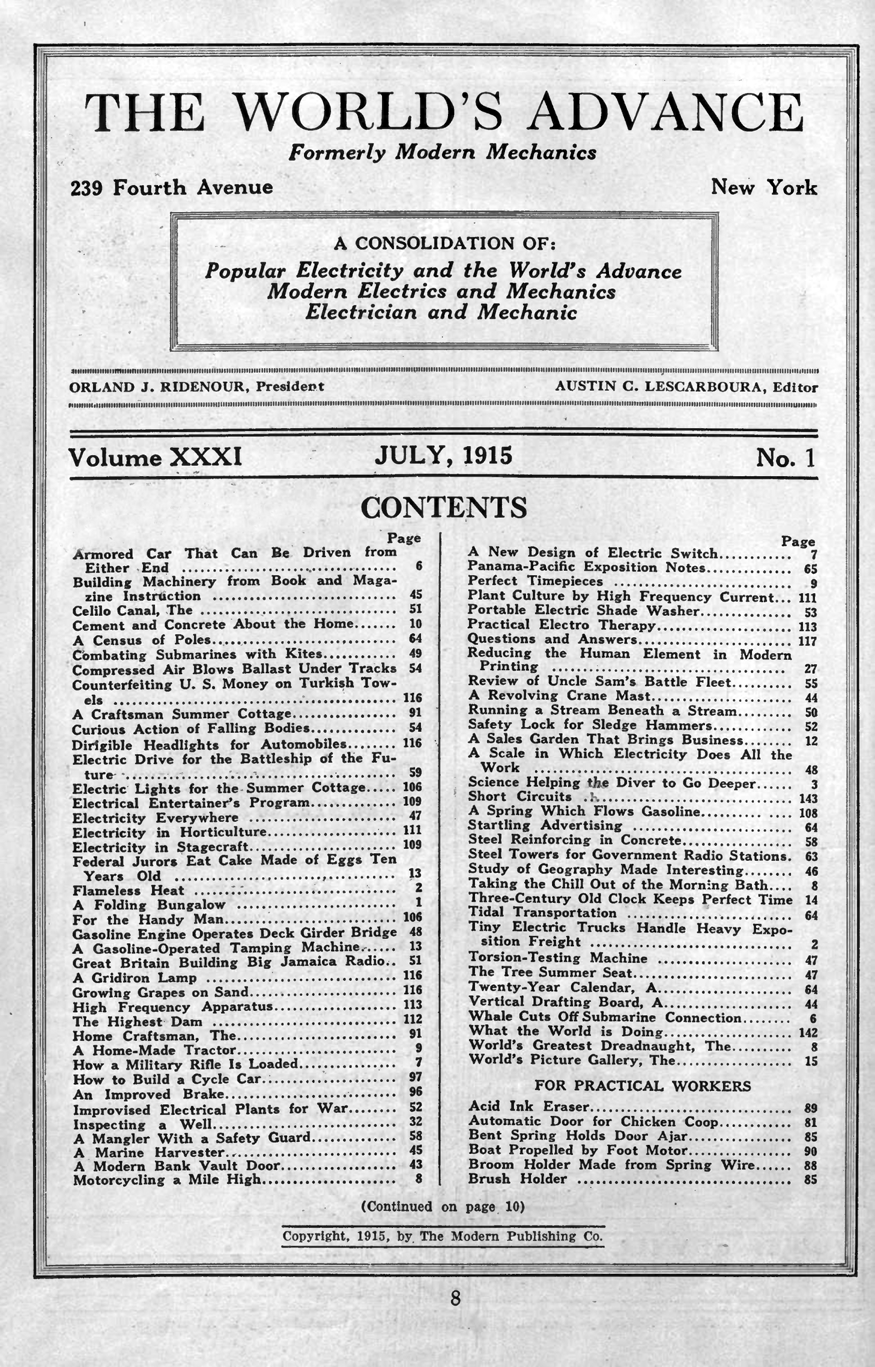
『ワールズ・アドバンス』1915年7月号の目次
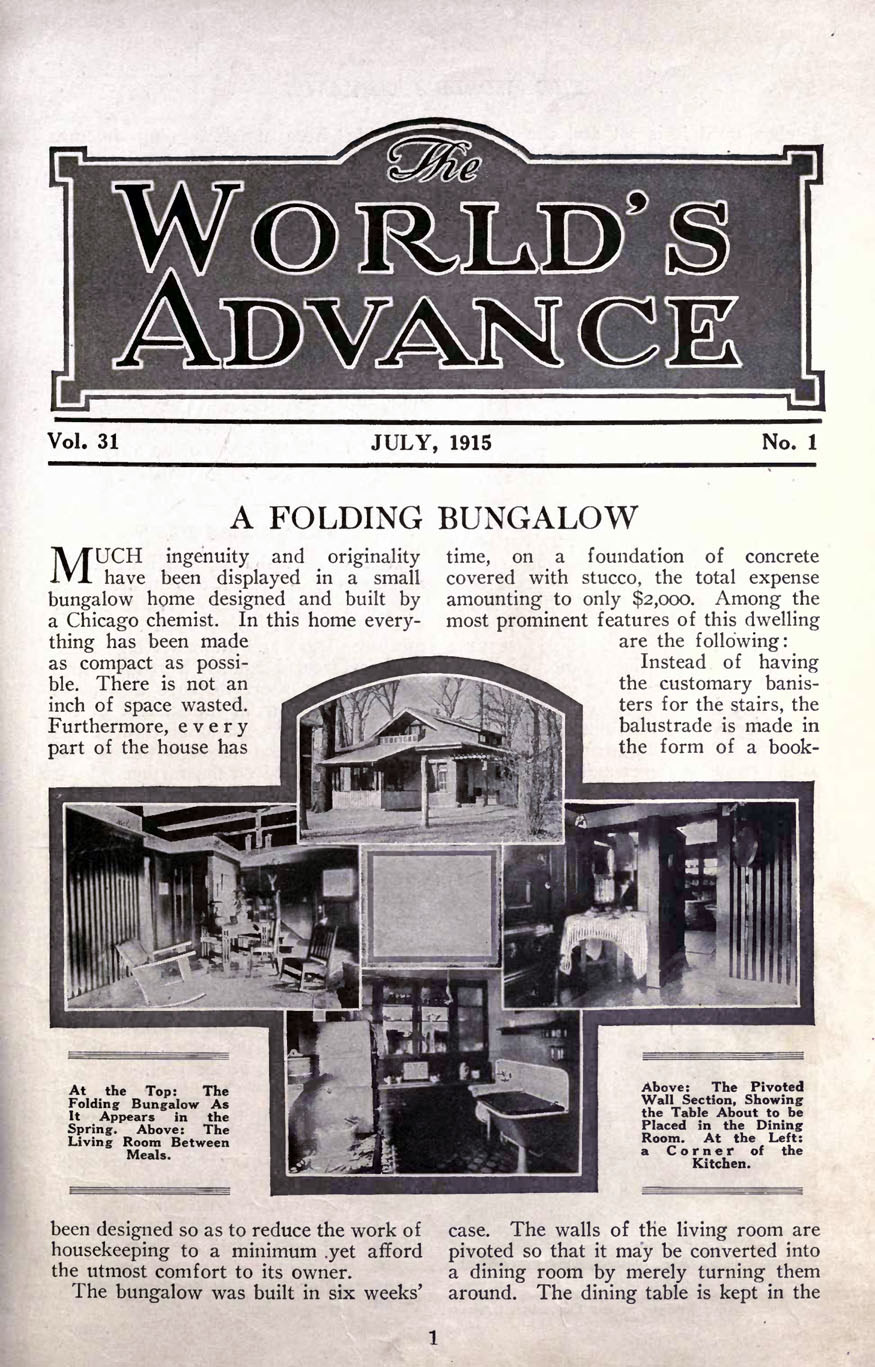
『ワールズ・アドバンス』1915年7月号より
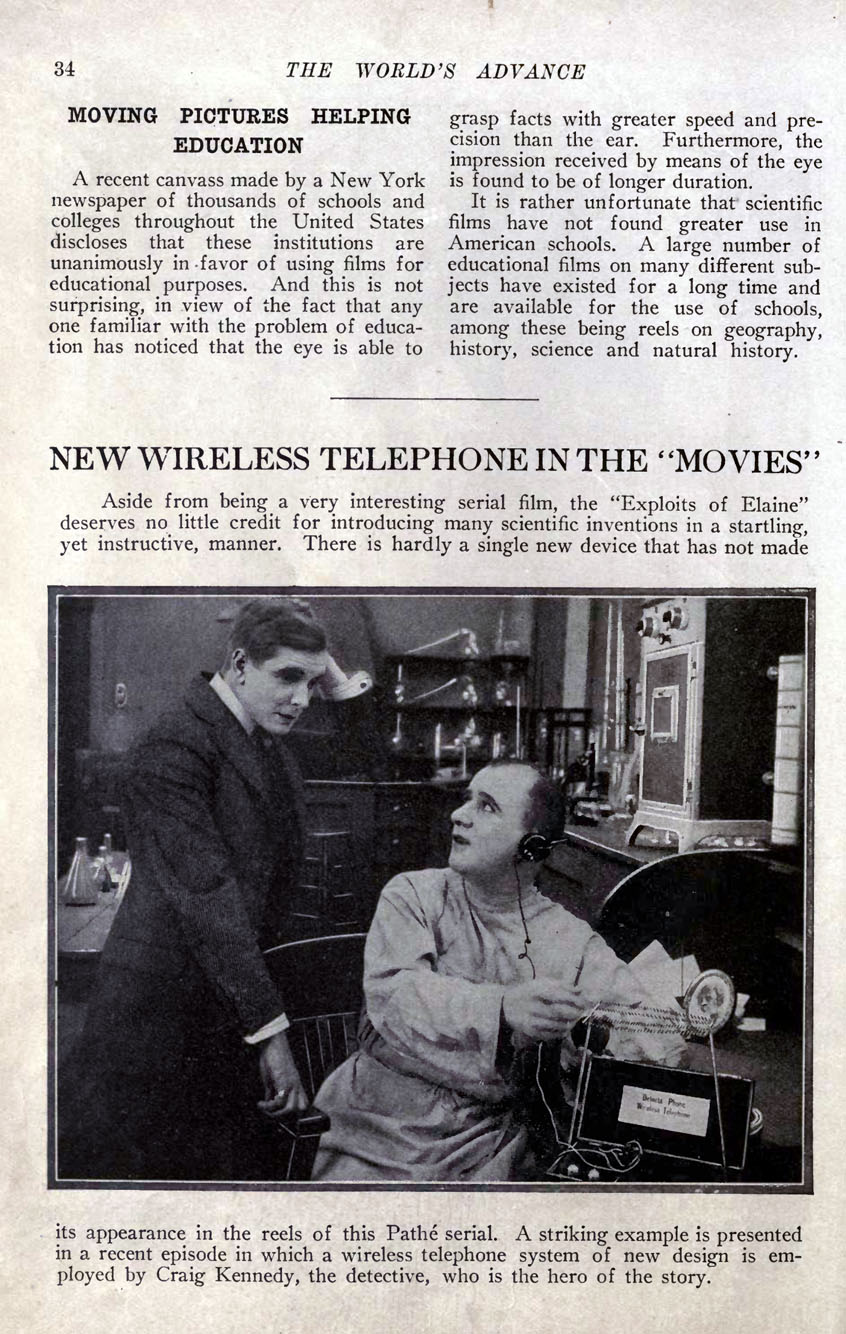
『ワールズ・アドバンス』1915年7月号より
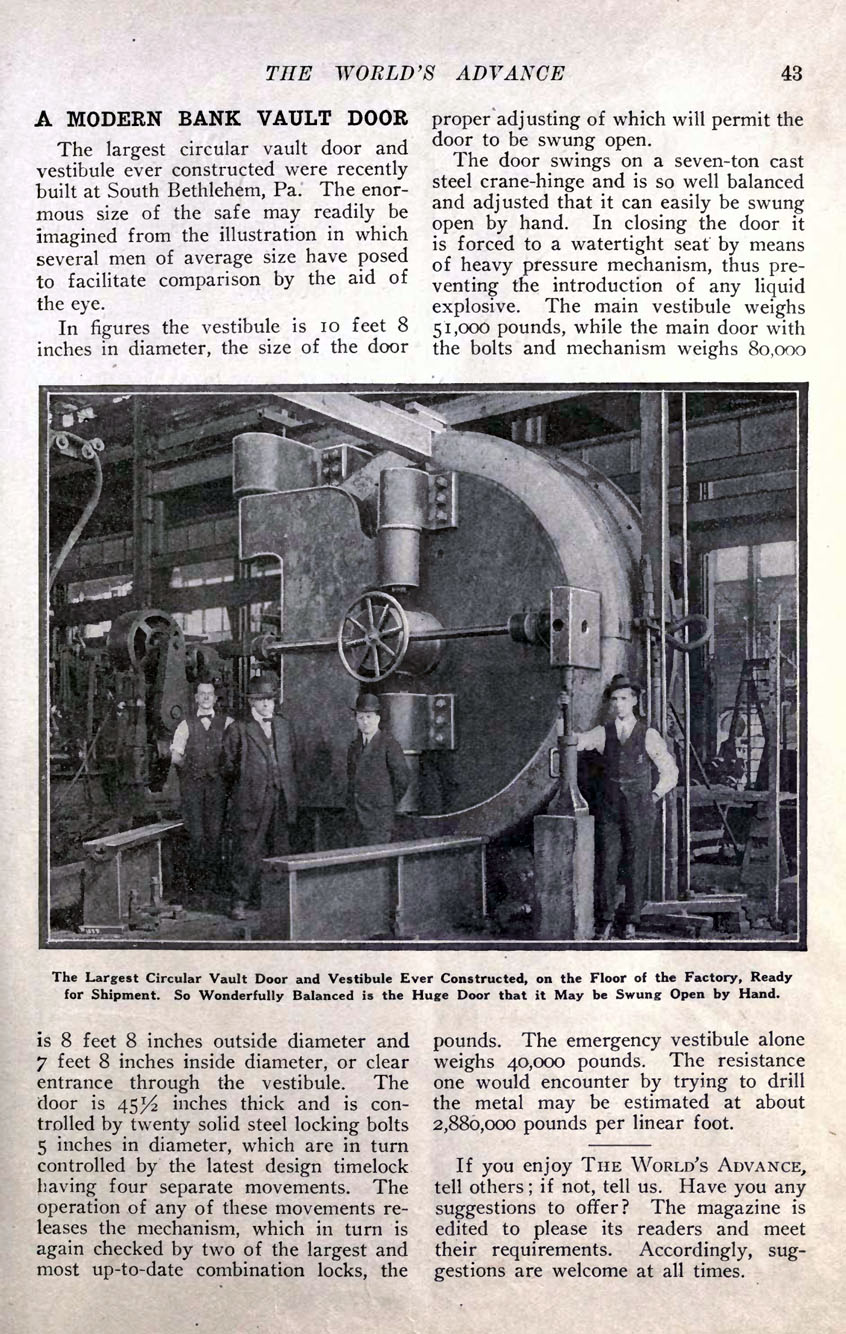
『ワールズ・アドバンス』1915年7月号より